# دوبريانكا
دوبريانكا (بالروسية: Добрянка) هي إحدى مدن روسيا في الكيان الفدرالي الروسي بيرم كراي.